# Franciszek Dionizy Kniaźnin

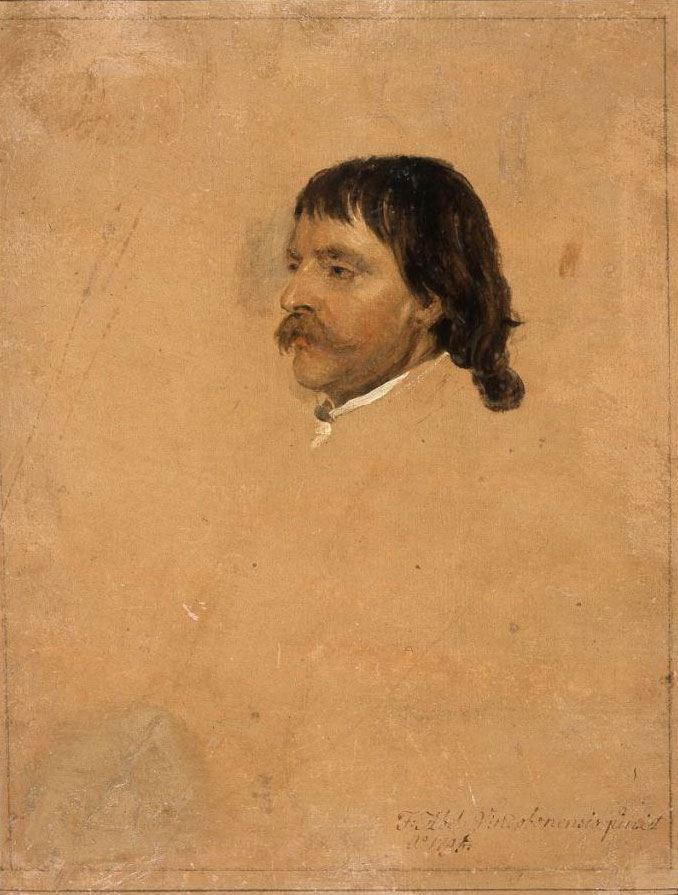
Franciszek Dionizy Kniaźnin

Franciszek Dionizy Kniaźnin (* 4. Oktober 1750 in Witebsk; † 26. August 1807 in Końskowola) war ein polnischer Jesuit, Dramatiker und Dichter.

## Leben
Kniaźnin entstammte einem polonisierten Zweig einer belarussischen Familie. Seine Vorfahren, die ursprünglich in der Woiwodschaft Smolensk lebten, waren nach der Eroberung von Smolensk im Russisch-Polnischen Krieg 1654 in die Woiwodschaft Witebsk übersiedelt. Er erhielt seine schulische Ausbildung und Erziehung im Konvikt der Jesuiten und wurde in den Jesuitenorden aufgenommen. Er wurde Lehrer am Jesuitenkollegium in Warschau und nach Auflösung des Ordens trat er wieder in den weltlichen Stand zurück, da er sein Ordensgelübde noch nicht abgelegt hatte, und arbeitete für einige Zeit unter Jan Daniel Janocki in der Załuski-Bibliothek. Ab 1775 war er Hofdichter und Sekretär des Fürsten Adam Czartoryski sowie Hauslehrer für dessen Kinder. Er verzehrte sich in tiefer Leidenschaft zu einer der Prinzessinnen und die Teilung Polens 1795 setzte ihm derart zu, dass er 1796 von einem unheilbaren Wahnsinn befallen wurde. Er verbrachte seine letzten Lebensjahre in Einsamkeit und blieb bis zu seinem Tod bei seinem Freund dem Pfarrer und Dichter Franciszek Zabłocki in Końskowola. Kniaźnin verfasste als Dramatiker und Lyriker Werke im Geist des Klassizismus in Latein oder polnischer Sprache, vaterländische Dichtungen, Lieder und Fabeln. Er wurde in Warschau 1770 zuerst durch seine Übersetzung des Horaz bekannt. Weitere Vorbilder waren ihm Anakreon, Gessner (Übersetzung seiner Idyllen) und Ossian. Als lyrischer Dichter galt er als bedeutend, doch wurden seine Oden oft schwülstig empfunden.
Der überwiegende Teil seiner lyrischen Gedichte sind Hymnen, kleinere Lieder, Oden oder panegyrische Verse. Er verfasste zudem für seinen Freund Franciszek Zabłocki die Klagegedichte über den Tod seiner Gattin polnisch Zale Orfeusza nad Eurydyka ‚die kagen des Orpheus‘. Diese umfassen 22 Gedichte, die den grenzenlosen Schmerz des Orpheus nach dem Tod der Eurydike besingen.

## Werke (Auswahl)
Für die Czartoryskis schrieb er zudem Theaterstücke und Opern im Stil Pietro Metastasios, die auf Familienfesten aufgeführt wurden. Eine Sammlung seiner Werke erschien in Warschau von 1828 bis 1829 in sieben Bänden. Zu seinen Dramen zählen:
- Die dreifache Heirat
- Die Zigeuner
- Die spartanische Mutter

Übersetzungen
- Oden aus Horaz 1773 (in einem Gedichtband in polnischer Sprache).

Eigene Werke
- Bajk.i Dufour, Warschau 1775 3 Bücher, (polnische Fabeln)
- Erotyki czyli pieśni w rodzaju Anakreontycznym. 2 Bände, Warschau 1779 (polnisch, Erotifche und Anakreontische Lieder und Gedichte).
- Wiersze. Warschau 1781 (polnisch, Gedichte).
- Francisci Kniaźnin Carmina. Warschau 1781 (Latein, Gedichte).

Eine Gesamtausgabe seiner bis dahin verfassten Gedichte erschien 1787 und 1783 in drei Bänden.